# Wilhelm Irlinger

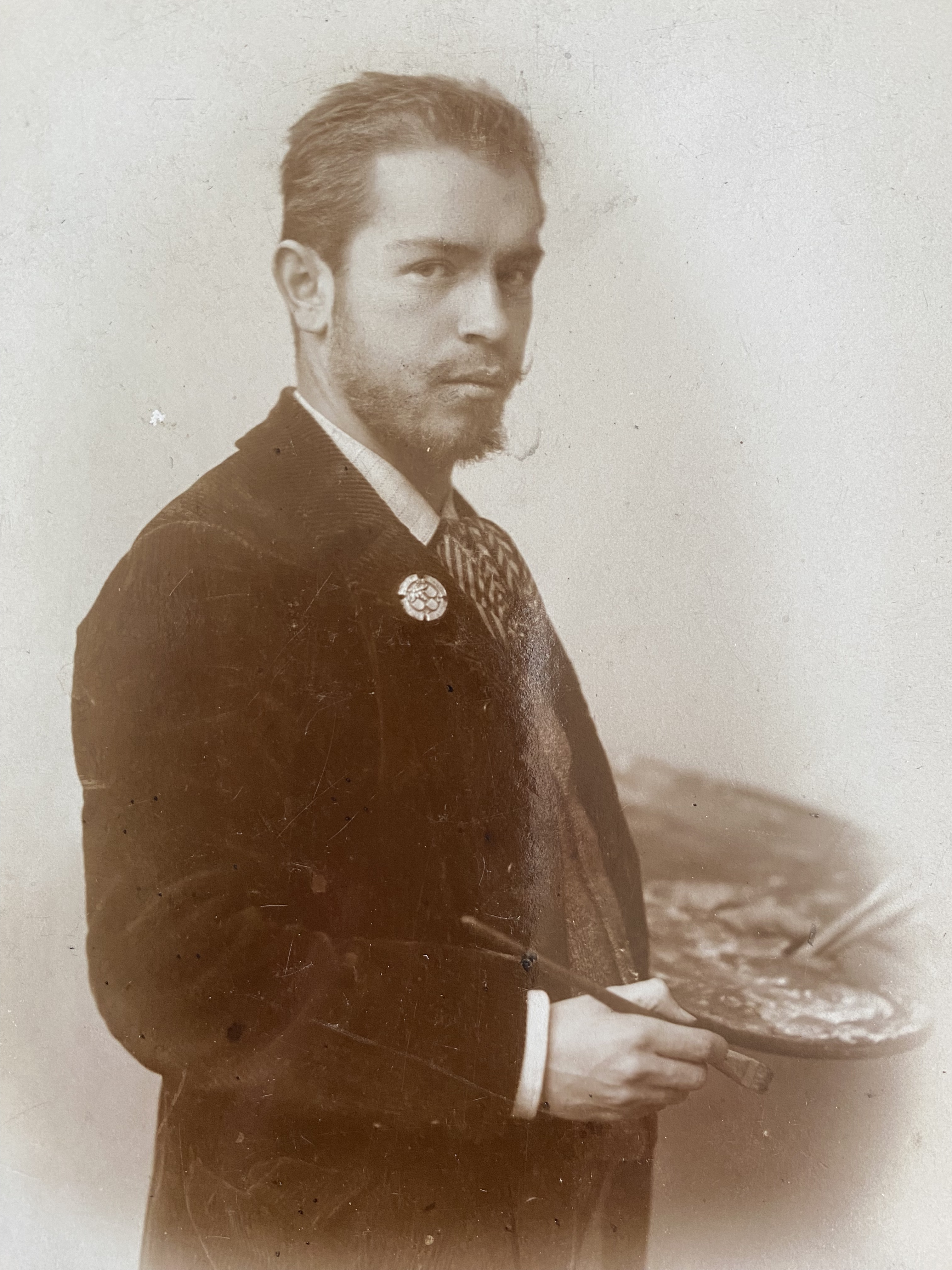
Wilhelm Irlinger mit Mischpalette, um 1900

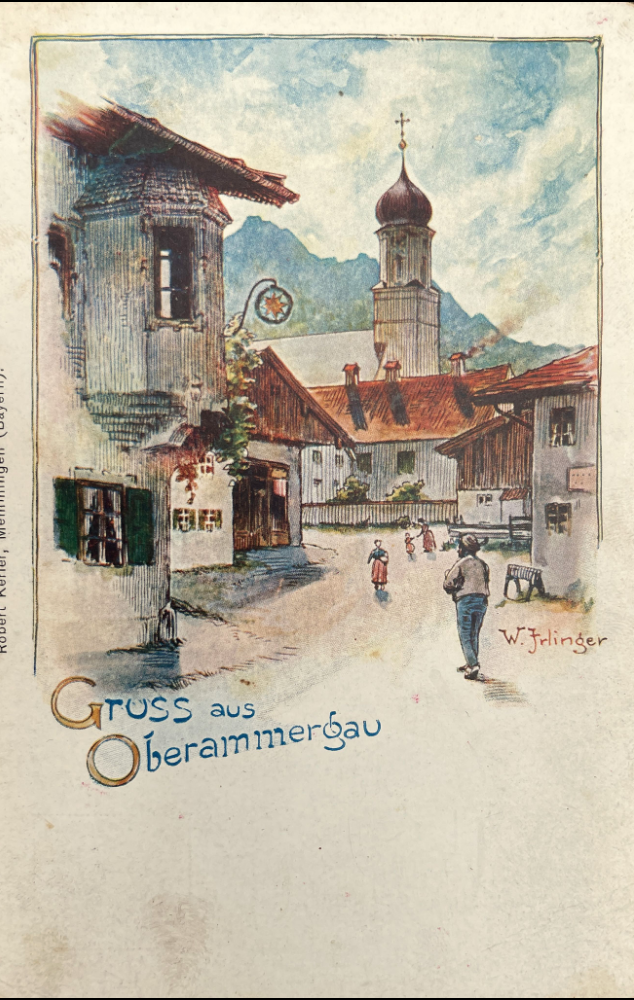
Wilhelm Irlinger: Gruss aus Oberammergau. Verlag Robert Kerler, Memmingen, um 1900

Wilhelm Irlinger (* 12. Januar 1877 in München; † 5. Oktober 1904 ebenda) war ein deutscher Illustrator und Maler.

## Leben und Wirken
Wilhelm Irlinger war der Sohn von Karl und Magdalena Irlinger, geb. Wassenegger, besuchte die königliche Kunstakademie (später Akademie der Bildenden Künste München). Sein Onkel war der deutsche Maler Carl Wassenegger.
Wilhelm Irlingers Motive erschienen in der Zeitschrift „Im Bayerland“. Ab 1900 illustrierte er die Bücher „Führer durch Memmingen und Umgebung“ oder „Bunte Bilder aus dem obern Allgäu“ sowie Ansichtskarten. Für das Rathaus Memmingen aquarellierte er das „Sammelbild Memmingen in Bayern“, das 2008 dem Stadtmuseum Memmingen übergeben wurde. Der Maler legte Skizzenbücher für die Münchner Torggelstube, das Weinhaus Memminger Mau und eine Münchner Studentenverbindung an. 1903 entwarf er eine Mitgliedskarte für den Deutschen und Österreichischen Alpenverein. Zu seinen Sammlern gehörte Schwarzwälders Weinstube in der Hartmannstraße München. „Fest steht jedenfalls, dass mit Wilhelm Irlinger eine große künstlerische Begabung frühen Abschied genommen hat“, kommentierte der Journalist Günther Bayer.

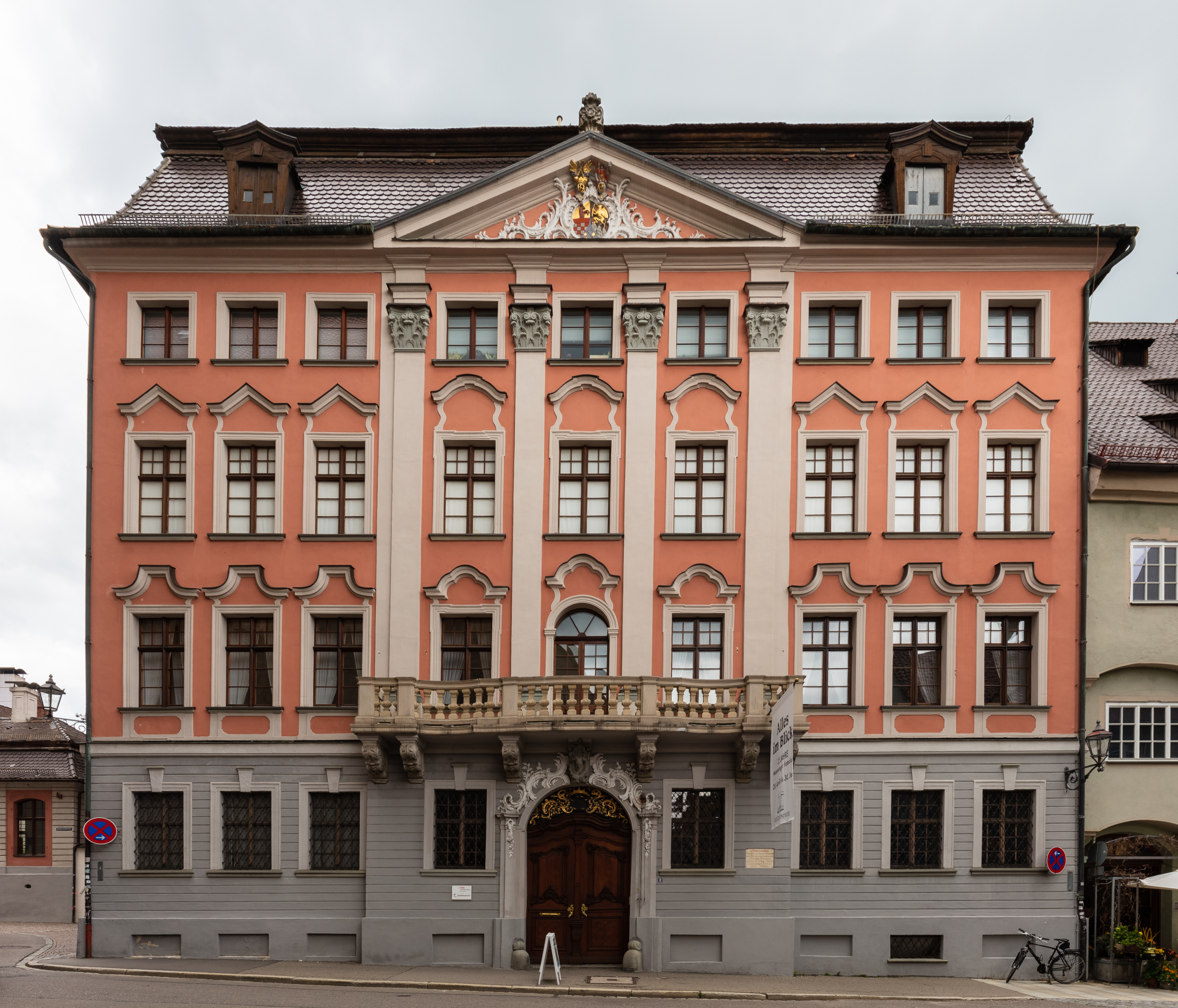
Das Stadtmuseum Memmingen im Hermansbau, Memmingen, Deutschland